# جامعه اطلاعاتی ایالات متحده آمریکا
جامعهٔ اطلاعاتی ایالات متحده آمریکا (به انگلیسی: United States Intelligence Community) شامل ۱۸ سازمان و سازمان اطلاعاتی است که ریاست آن بر عهدهٔ اداره‌کننده اطلاعات ملی است. هریک از ۱۸ سازمان، در زمینه وظایف سازمانی خود به جمع‌آوری اطلاعات و ارزیابی آن می‌پردازد و نتایج بررسی‌های خود را در اختیار رئیس‌جمهور ایالات متحده آمریکا سیاستمداران یا نظامیان کشور قرار می‌دهد. رئیس جامعه اطلاعاتی وظیفه جمع‌آوری اطلاعات از آژانس‌های مختلف و ارائه آنان به رئیس‌جمهوری ایالات متحده آمریکا را بر عهده دارد. تا پیش از رویداد حادثه ۱۱ سپتامبر مدیر کل آژانس اطلاعات مرکزی بر جامعهٔ اطلاعاتی آمریکا ریاست می‌کرد. اداره‌کننده اطلاعات ملی که خود به رئیس‌جمهور ایالات متحده آمریکا پاسخگوست، در راس این نهاد است.

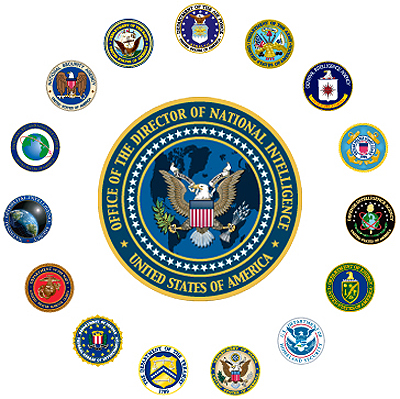

## ساختار

### اعضا
جامعه اطلاعاتی توسط اداره‌کننده اطلاعات ملی هدایت می‌شود که قدرت قانونی‌اش از طریق دفتر اداره‌کننده اطلاعات ملی اعمال می‌گردد. اعضای این جامعه عبارتند از:
| سازمان                                          | سازمان بالادستی                           | وزارت فدرال    | تاریخ تأسیس |
| ----------------------------------------------- | ----------------------------------------- | -------------- | ----------- |
| نیروی هوایی شانزدهم (16AF)                      | نیروی هوایی ایالات متحده آمریکا           | دفاع           | ۱۹۴۸        |
| فرماندهی اطلاعات و امنیت (INSCOM)               | نیروی زمینی ایالات متحده آمریکا           | دفاع           | ۱۹۷۷        |
| سیا (CIA)                                       | دفتر اجرایی رئیس‌جمهور                     | سازمان مستقل   | ۱۹۴۷        |
| اطلاعات گارد ساحلی (CGI)                        | گارد ساحلی ایالات متحده آمریکا            | امنیت میهن     | ۱۹۱۵        |
| آژانس اطلاعات دفاعی (DIA)                       | وزارت دفاع ایالات متحده آمریکا            | دفاع           | ۱۹۶۱        |
| دفتر اطلاعات و ضداطلاعات (OICI)                 | وزارت انرژی ایالات متحده آمریکا           | انرژی          | ۱۹۷۷        |
| دفتر اطلاعات و تحلیل (I&A)                      | وزارت امنیت میهن ایالات متحده آمریکا      | امنیت میهن     | ۲۰۰۷        |
| دایره اطلاعات و تحقیقات (INR)                   | وزارت امور خارجه ایالات متحده آمریکا      | امور خارجه     | ۱۹۴۵        |
| دفتر تروریسم و اطلاعات مالی (TFI)               | وزارت خزانه‌داری ایالات متحده آمریکا       | خزانه‌داری      | ۲۰۰۴        |
| دفتر اطلاعات امنیت ملی                          | اداره مبارزه با مواد مخدر آمریکا          | وزارت دادگستری | ۲۰۰۶        |
| شاخه اطلاعات (IB)                               | اداره تحقیقات فدرال                       | وزارت دادگستری | ۲۰۰۵        |
| واحد اطلاعات سپاه تفنگداران دریایی (MCIA)       | سپاه تفنگداران دریایی ایالات متحده آمریکا | دفاع           | ۱۹۷۸        |
| آژانس ملی اطلاعات مکانی (NGA)                   | وزارت دفاع ایالات متحده آمریکا            | دفاع           | ۱۹۹۶        |
| دفتر ملی شناسایی (NRO)                          | وزارت دفاع ایالات متحده آمریکا            | دفاع           | ۱۹۶۱        |
| آژانس امنیت ملی (NSA) / خدمات امنیت مرکزی (CSS) | وزارت دفاع ایالات متحده آمریکا            | دفاع           | ۱۹۵۲        |
| دفتر اطلاعات نیروی دریایی (ONI)                 | نیروی دریایی ایالات متحده آمریکا          | دفاع           | ۱۸۸۲        |